# امانوئل د بلومارت
امانوئل د بلومارت (انگلیسی: Emmanuel de Blommaert؛ ۱۵ اکتبر ۱۸۷۵ – ۱۲ آوریل ۱۹۴۴ (aged 68)) ورزشکار اهل بلژیک بود.
وی در مسابقات کشوری و بین‌المللی در مجموع برندهٔ ۱ مدال برنز شده‌است.